# Murtosaari (ö i Södra Savolax, Pieksämäki)
Murtosaari är en ö i Finland. Den ligger i sjön Pihlas och i kommunen Jorois i den ekonomiska regionen  Pieksämäki ekonomiska region  och landskapet Södra Savolax, i den södra delen av landet, 250 km nordost om huvudstaden Helsingfors. Öns area är 29,7 hektar och dess största längd är 1 kilometer i nord-sydlig riktning.